# 梁道行
梁道行（1949年3月—），男，广东深圳人，中华人民共和国政治人物。

## 生平
1973年，毕业于中山大学物理系无线电技术专业。供职于广东省宝安县广播站。1974年9月，担任广东省宝安县松岗公社基本路线工作组副组长，公社党委副书记。1975年3月加入中国共产党。1975年8月，担任工作组组长。1976年10月，升任广东省宝安县松岗公社党委副书记、书记。1981年10月，任中共深圳市罗湖区委常委、区人民政府副区长。1984年12月，任中共深圳市罗湖区委副书记，管理区区长、党组书记。1990年6月，担任中共深圳市罗湖区委筹备组成员、区人民政府筹备组组长。1990年9月，任中共深圳市罗湖区委副书记，区人民政府区长、党组书记。1992年12月，任中共深圳市宝安区委书记。1997年12月，担任中共深圳市南山区委书记，区人大常委会主任。
2002年2月，任深圳市人民政府副市长。2012年12月，因涉嫌严重违纪问题，接受组织调查。2014年，肇庆市中院作出一审判决，梁道行以受贿罪获刑10年。